# Байкальськ
Байкальськ (рос. Байкальск) — місто районного підпорядкування, центр Байкальського міського утворення Слюдянського району Іркутської області. Населення 13 419 мешканця (01.01.2024).

## Історія
До заснування міста існувала невелика залізнична станція, де мешкали працівники залізниці.
Місто засноване у 1961 році, як селище будівельників Байкальського целюлозно-паперового комбінату. У 1966 році, коли комбінат почав працювати, Байкальськ отримав статус міста. Під-час будівництва комбінату існували плани створення на основі Байкальська потужного індустріального центру з населенням близько 300 тисяч мешканців.